# Holambra
Holambra é um município brasileiro do estado de São Paulo e microrregião de Campinas, fundado em 14 de julho de 1948. Seu nome, junção de Holanda, América e Brasil, se dá em virtude da colônia neerlandesa que se firmou na antiga fazenda Ribeirão. A cidade tem o melhor índice de segurança do país[carece de fontes?]. Holambra é considerada oficialmente uma estância turística e anualmente promove a maior exposição de flores da América Latina: a Expoflora. Sua população, conforme estimativa do IBGE em 2024, era de 15 596 habitantes.

## Estância turística
Holambra é um dos 29 municípios paulistas considerados Estâncias Turísticas pelo Estado de São Paulo, por cumprirem determinados pré-requisitos definidos por Lei Estadual. Tal status garante a esses municípios uma verba maior por parte do Estado para a promoção do turismo regional. Também, o município adquire o direito de agregar junto a seu nome o título de "estância turística", termo pelo qual passa a ser designado tanto pelo expediente municipal oficial quanto pelas referências estaduais.

## História
Em consequência da devastação causada pela Segunda Guerra Mundial, o governo neerlandês estimulou a imigração de uma parte da população para a Austrália, o Brasil, o Canadá e a França. O Brasil foi o único país a permitir a vinda de grande grupos de católicos. Com consentimento do governo neerlandês, a Associação Neerlandesa dos Lavradores e Horticultores Católicos (neerlandês: Katholieke Nederlandse Boer en Tuinders Bond) enviou uma comissão para o Brasil para coordenar a imigração de neerlandeses e para fixar um acordo com o governo brasileiro.

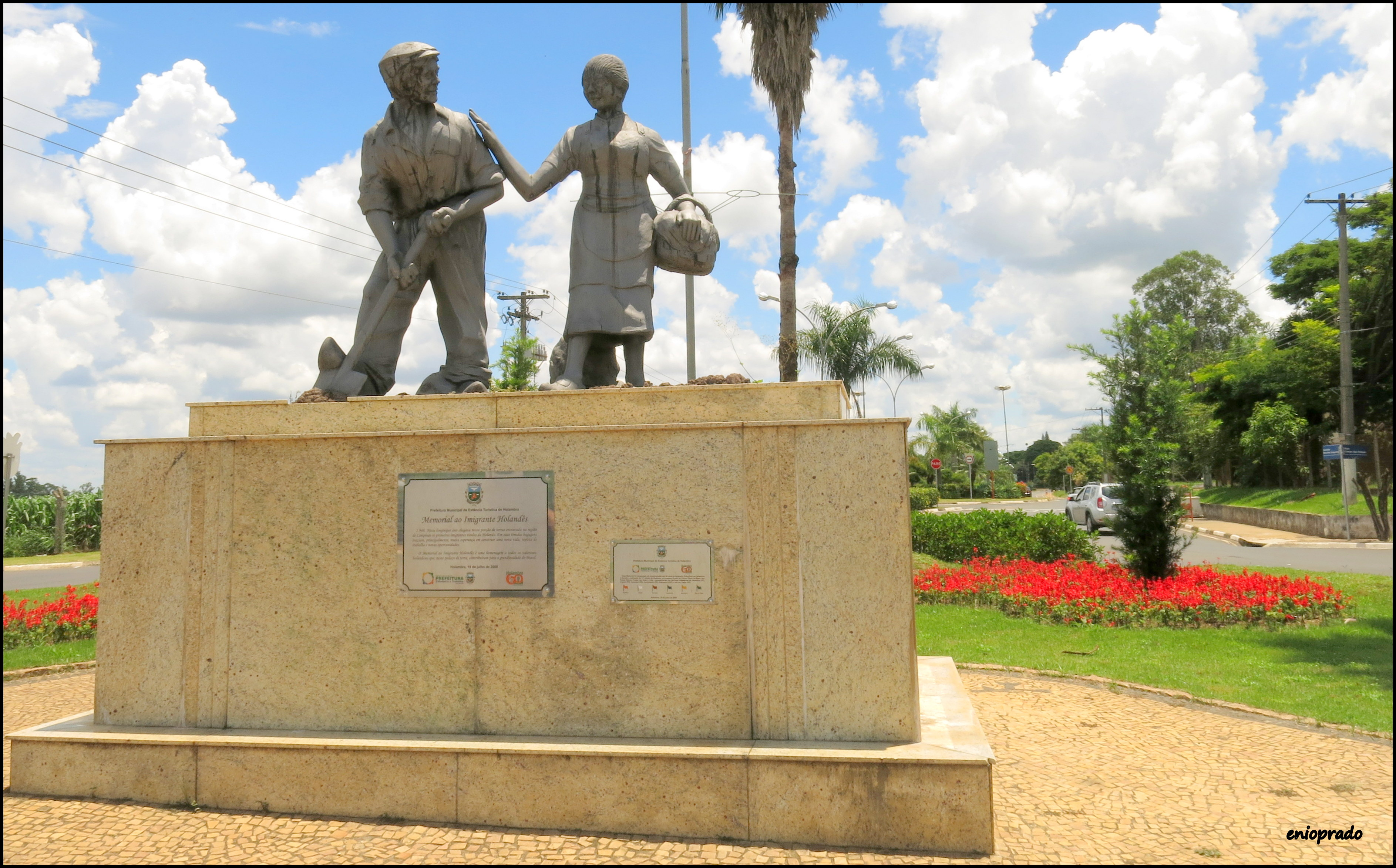
Memorial ao Imigrante Holandês.

Um grupo de aproximadamente quinhentos imigrantes, provenientes da província de Brabante do Norte, imigram para o Brasil e estabelecem-se na antiga fazenda Ribeirão no estado de São Paulo. Eles fundam em 14 de julho de 1948 a colônia Holambra I e a Cooperativa Agropecuária Holambra, com o objetivo de produzir leite e laticínios. Como o gado holandês trazido pelos imigrantes foi dizimado por doenças tropicais, eles optaram pela suinocultura e a criação de galinhas.
Com a vinda de um novo grupo de imigrantes neerlandeses em 1951 é iniciado o cultivo de flores com a produção de gladíolos, sendo expandido entre 1958 e 1965. Em 1972 foi criado o departamento de floricultura para a venda de grande variedades de flores e plantas ornamentais e em 1989 foi iniciado o leilão de plantas e flores.
Em 27 de outubro de 1991 98% da população votou a favor da emancipação do distrito, surgindo assim o município de Holambra. O município recebeu em 1998 o predicado de Estância Turística da Embratur.

## Geografia

### Localização
Holambra localiza-se a uma latitude 22º37'59" sul e a uma longitude 47º03'20" oeste, estando a uma altitude de 600 metros em relação ao nível do mar. Faz limite com as seguintes cidades: Santo Antônio de Posse, Jaguariúna, Cosmópolis, Paulínia, Artur Nogueira e Mogi Mirim. 

### Hidrografia
O território de Holambra apresenta um relevo relativamente plano e é banhado pelo rios Jaguari, Camanducaia e Pirapitingui.

### Rodovias
Os principais acessos à cidade são:
- SP-340
- SP-107

## Demografia

### População
| Crescimento populacional                             | Crescimento populacional | Crescimento populacional | Crescimento populacional |
| Ano                                                  | População Total          |                          | %±                       |
| ---------------------------------------------------- | ------------------------ | ------------------------ | ------------------------ |
| 2000                                                 | 7 211                    |                          | —                        |
| 2010                                                 | 11 299                   |                          | 56,7%                    |
| 2022                                                 | 15 094                   |                          | 33,6%                    |
| Est. 2024                                            | 15 596                   | [ 8 ]                    | 3,3%                     |
| Fontes: Censos Demográficos IBGE e Estimativas SEADE |                          |                          |                          |

### Dados demográficos
Dados do Censo - 2010
População Total: 11 299
- Urbana: 8 184
- Rural: 3 115
- Homens: 5 725
- Mulheres: 5 574

Densidade demográfica (hab./km²): 172,30
Mortalidade infantil até 1 ano: 5,41 por mil

## Economia
A economia de Holambra é baseada na agricultura, pecuária e turismo. Com mão de obra qualificada no setor agrícola, o município destaca-se como o maior centro de produção de flores e plantas ornamentais da América Latina.

### Agricultura
A agricultura, mais precisamente a floricultura é a principal atividade econômica de Holambra. O município é o maior exportador de flores da América Latina, sendo responsável por 80% da exportação e por 40% da produção  do setor florícola brasileiro. As flores são produzidas pelos associados da Cooperativa Agro Pecuária Holambra. Assim como em Aalsmeer nos Países Baixos as flores são comercializadas diariamente através de um leilão eletrônico. O leilão (veiling em neerlandês) é realizado na cooperativa Veiling Holambra, que é o principal centro de comercialização de flores e plantas do Brasil. Além de flores, diversas outras plantas ornamentais são cultivadas na região, tais como cercas vivas, folhagens decorativas, suculentas, citrus e pinheiros, com destaque para a tuia-holandesa, a qual é distribuída para praticamente todo o Brasil no período das festividades natalinas.

## Infraestrutura

### Comunicações
O sistema de telefones automáticos foi inaugurado na cidade em 1978. Já o sistema de discagem direta à distância (DDD) foi implantado em 1978 pela Telecomunicações de São Paulo (TELESP) com o código de área (0192).
Na década de 90 o código DDD da cidade foi alterado para (019), para padronização do sistema telefônico com a telefonia celular que estava sendo implantada em todo o estado.

### Educação
Holambra possui escolas Municipais de Ensino Básico, Fundamental e Médio, bem como uma Escola Estadual com grandes resultados. Há também Escolas Particulares de Ensino Básico até o Ensino Médio.

## Cultura e lazer

### Museus e espaços recreativos
- Museu Histórico e Cultural de Holambra:

Expõe a história da imigração neerlandesa em Holambra através de um acervo de duas mil fotos antigas de Holambra e de máquinas agrícolas utilizadas pelos imigrantes no passado.
- Outra característica marcante de Holambra é o espírito associativista e cooperativista herdado dos imigrantes holandeses. No município existem diversas entidades associativistas e cooperativistas, todas voltadas aos interesses de seus habitantes.

## Turismo

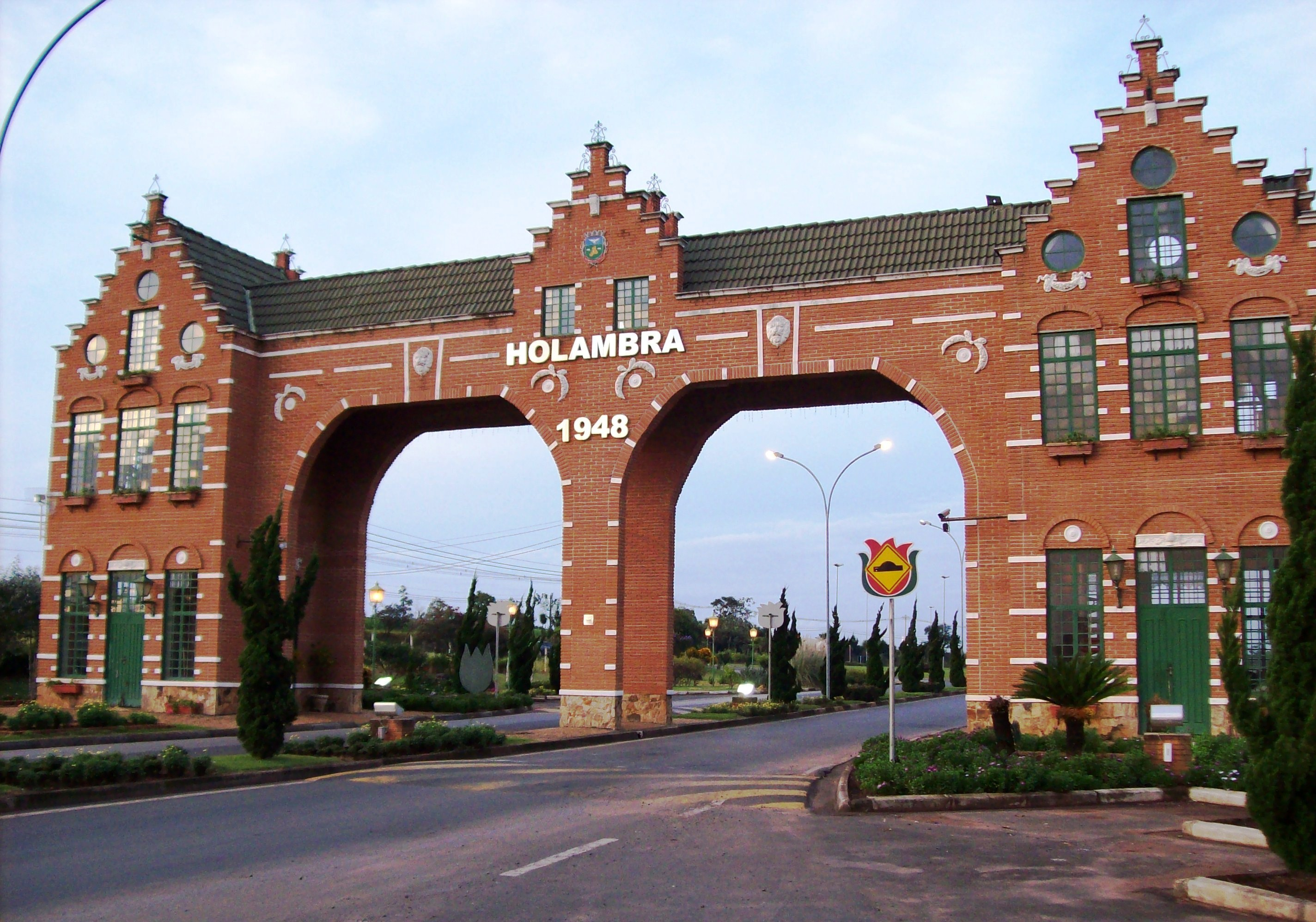
Portal da cidade.

Holambra é nacionalmente denominada a cidade das flores e recebeu o título de estância turística da EMBRATUR em 1998. O município oferece aos seus visitantes um pouco da cultura dos Países Baixos através da  arquitetura, artesanato, espetáculos de dança, música e gastronomia típicas.
Ao longo de cada ano, Holambra promove vários eventos, exposições e feiras temáticas. O município conta com vários hotéis, pousadas, chalés e área para camping.
Existem três rotas em Holambra onde visitar os lugares mais destacados da cidade: Rota das Tulipas, Rota dos Girassóis e a Rota das Rosas. As três podem ser percorrida também em bicicleta utilizando a Rota Ciclística das Flores.

### Expoflora
Expoflora, realizada anualmente desde 1981 sempre no mês de setembro, é a maior exposição de flores e plantas ornamentais da América Latina. Este evento atrai anualmente aproximadamente 300.000 visitantes. O objetivo principal da Expoflora é o resgate de aspectos culturais e sociais da Comunidade de Holambra, além da divulgação do trabalho desenvolvido pelos filhos dos primeiros imigrantes nas atividades rurais no município. Em sua primeira edição atraiu mais de 12.000 pessoas em um único final de semana.

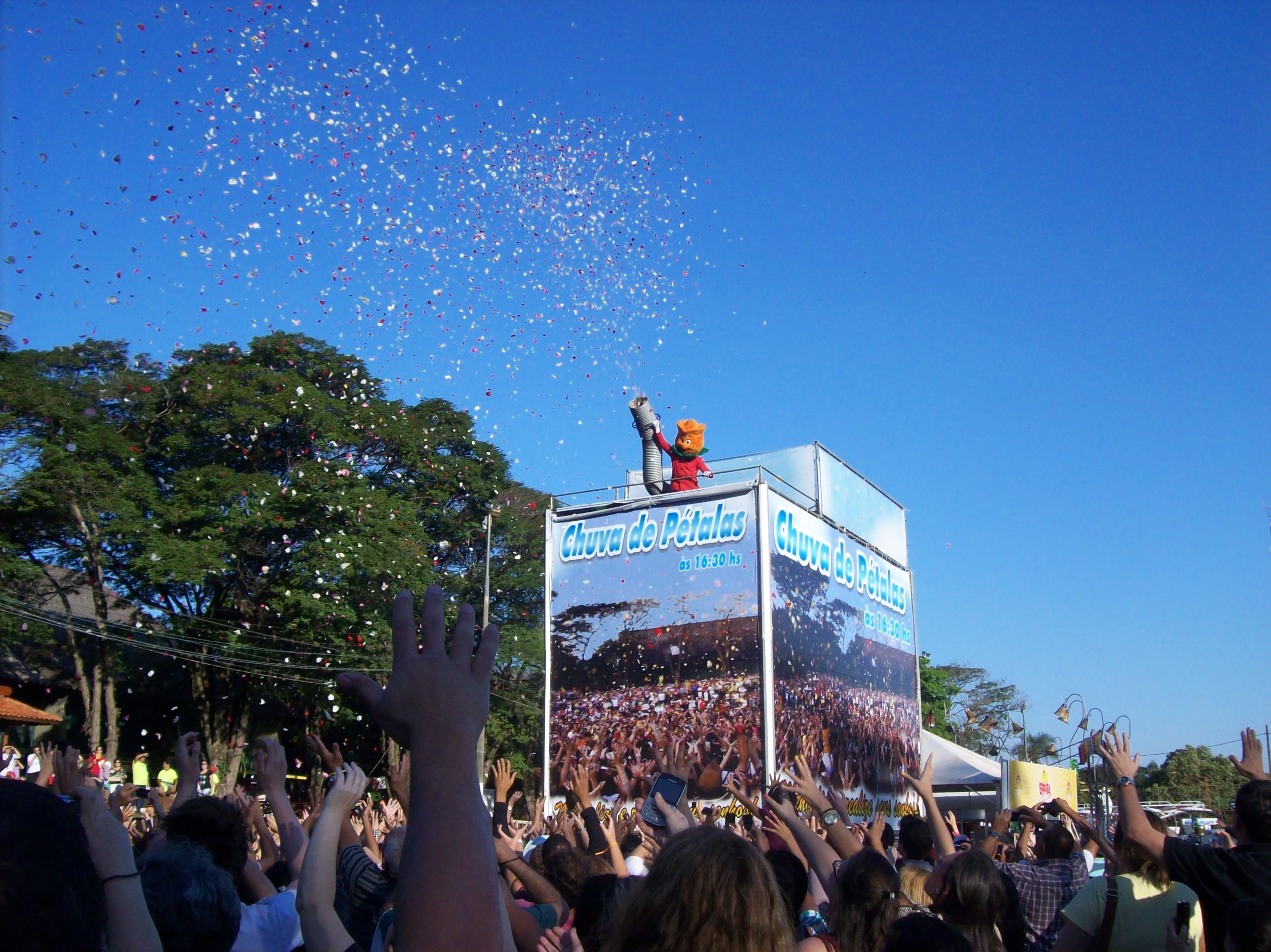
Evento na Expoflora.

Com o passar dos anos, a Expoflora se transformou na maior manifestação cultural da imigração Holandesa e na maior festa de flores e plantas da América Latina. Toda Comunidade está envolvida, direta ou indiretamente no evento que projetou nacionalmente a cidade de Holambra e de forma decisiva contribuiu com a elevação do município à categoria de Estância Turística do Estado de São Paulo. O principal objetivo da Expoflora nos dia de hoje, continua sendo a divulgação da Cultura Holandesa nas mais variadas formas, através das danças típicas, da culinária, do artesanato holandês, da música entre outras. O evento conta com Exposição  de Arranjos Florais, Mostra de Paisagismo e Jardinagem “Minha Casa & Meu Jardim”, apresentações de dança típica holandesa, restaurantes, lojas de souvenirs, Mini Sítio, Parque de Diversões, Museu Histórico Cultural, Desfile “Parada das Flores” e Chuva de Pétalas, além das novidades anuais.

### Moinho Holandês

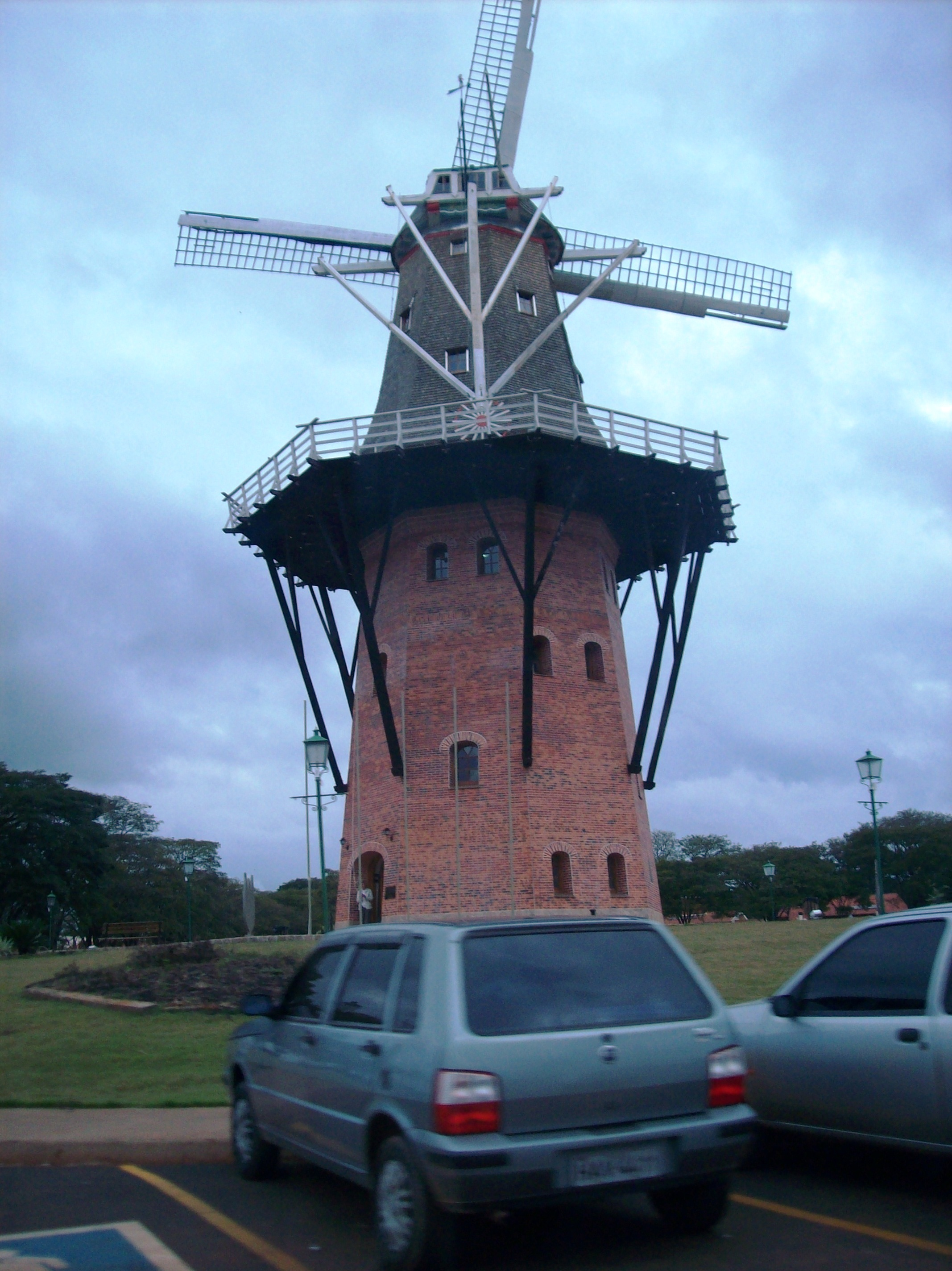
Moinho de Holambra.

O Moinho Holandês de Holambra, chamado Povos Unidos, com seus 38,5 metros de altura (9 andares) e pesando mais de 90 toneladas, é o maior moinho da América Latina. O moinho foi construído em 2008 de acordo com os moinhos na província Holanda do Sul. O Moinho Povos Unidos é uma réplica fiel de um tradicional moinho holandês moedor de grãos, e conta com pás de 25 metros de comprimento.
Em 12 de julho de 2008, foi fechada uma cápsula do tempo que contém mensagens deixadas pela população holambrense. Sua abertura é programada para 100 anos após o seu fechamento oficial, com data prevista para 12 de julho de 2108.

### Roteiro gastronômico
O Roteiro Gastronômico de Holambra foi desenvolvido para proporcionar experiências inesquecíveis que só podem ser vivenciadas em Holambra. Uma gastronomia fina, internacional, com todo charme da cultura holandesa, com sabores, cores e aromas encantadores. A cidade convida seus visitantes a experimentar mais uma tradição turística, os sabores de Holambra, através do Roteiro Gastronômico composto por 13 estabelecimentos entre restaurantes, choperias, cafés e confeitarias. As mais variadas opções da cozinha holandesa, indonésia, árabe, italiana e brasileira em um único e completo "menu" desenvolvido para agradar os paladares mais exigentes. O turista pode retirar o fôlder do Roteiro Gastronômico no Portal Turístico de entrada da cidade ou no Moinho Povos Unidos.